# حسو الظبي (العراق)
حسو الظبي منطقة عراقية، في قضاء سفوان بمحافظة البصرة، بصحراء الدبدبة جنوب العراق.

## في الطريق من الزبير إلى بريدة
ذُكرت معالمٌ مِن الطريق من مدينة الزبير بالعراق العثماني إلى بُريدة في كتاب دليل الجزيرة العربية المنشور سنة 1917، ذُكر فيه أن طريق الإبل سهل أجرد متجه من الزبير جنوباً غربياً 26 ميلاً إلى الرتك ثم ميلاً واحداً حيث يدخل وادي الباطن فيمضي فيه 11 ميلاً حيث هليبة التي فيها أثر آبار ولا ماء، ثم يمضي جنوباً غربياً بوادي الباطن فيقطع 8 أميال فيجد أثر آبار قديمة فيمضي ميلين حيث تل جريشان ثم يمر بمناطق أخرى إلى حسو الظبي ثم تل أبرق الحباري ثم ميلين ونصفاً إلى العبيد.